# Record de France du 400 mètres
Pour un article plus général, voir Records de France d'athlétisme.
Les records de France seniors du 400 mètres sur piste extérieure sont actuellement détenus par Leslie Djhone, auteur de 44 s 46 le 29 août 2007 à Osaka, et par Marie-José Pérec chez les femmes avec le temps de 48 s 25, établi le 29 juillet 1996 en finale des Jeux olympiques d'Atlanta.

## Record de France masculin
| Temps   | Athlète               | Date               | Lieu              |
| ------- | --------------------- | ------------------ | ----------------- |
| 51 s 6  | Jean-Guy Gautier      | 3 juin 1894        | Paris             |
| 50 s 6  | René Widmer           | 19 juin 1898       | Paris             |
| 50 s 0  | Marc Bellin du Côteau | 26 juin 1904       | Paris             |
| 49 s 0  | Pierre Failliot       | 31 mai 1908        | Paris             |
| 49 s 0  | Louis Téveneau        | 9 août 1925        | Colombes          |
| 48 s 8  | René Féger            | 15 juillet 1928    | Colombes          |
| 48 s 4  | Marcel Moulines       | 31 juillet 1929    | Colombes          |
| 48 s 2  | Marcel Moulines       | 1er septembre 1929 | Colombes          |
| 47 s 6  | Raymond Boisset       | 8 juillet 1934     | Colombes          |
| 47 s 6  | Jacques Lunis         | 25 août 1950       | Bruxelles         |
| 47 s 6  | Jacques Lunis         | 1er octobre 1950   | Colombes          |
| 47 s 5  | Jacques Degats        | 8 juin 1952        | Colombes          |
| 47 s 5  | Jean-Pierre Goudeau   | 10 octobre 1954    | Paris             |
| 47 s 3  | Jacques Degats        | 21 juillet 1955    | Barcelone         |
| 47 s 3  | Jacques Degats        | 24 août 1955       | Prague            |
| 47 s 3  | Pierre Haarhoff       | 23 septembre 1956  | Paris             |
| 46 s 6  | Abdoulaye Seye        | 1er juillet 1959   | Cologne           |
| 46 s 6  | Abdoulaye Seye        | 15 juin 1960       | Cologne           |
| 45 s 9  | Abdoulaye Seye        | 1er août 1960      | Londres           |
| 45 s 7  | Jean-Claude Nallet    | 28 juillet 1968    | Colombes          |
| 45 s 77 | Christian Nicolau     | 16 octobre 1968    | Mexico            |
| 45 s 7  | Christian Nicolau     | 16 octobre 1968    | Mexico            |
| 45 s 7  | Jean-Claude Nallet    | 17 octobre 1968    | Mexico            |
| 45 s 4  | Jean-Claude Nallet    | 9 juillet 1970     | Colombes          |
| 45 s 1  | Jean-Claude Nallet    | 19 juillet 1970    | Colombes          |
| 45 s 35 | Aldo Canti            | 24 août 1983       | Zurich            |
| 45 s 29 | Aldo Canti            | 13 septembre 1983  | Rabat             |
| 45 s 09 | Aldo Canti            | 22 août 1984       | Zurich            |
| 45 s 07 | Olivier Noirot        | 28 juillet 1991    | Dijon             |
| 44 s 95 | Marc Raquil           | 23 juin 2001       | Brême             |
| 44 s 80 | Marc Raquil           | 7 juin 2003        | Séville           |
| 44 s 79 | Marc Raquil           | 26 août 2003       | Paris             |
| 44 s 64 | Leslie Djhone         | 8 août 2004        | La Chaux-de-Fonds |
| 44 s 46 | Leslie Djhone         | 29 août 2007       | Osaka             |

## Record de France féminin
| Temps   | Athlète            | Date              | Lieu             |
| ------- | ------------------ | ----------------- | ---------------- |
| 76 s 2  | Thérèse Brulé      | 15 juillet 1917   | Paris            |
| 66 s 8  | Lucie Bréard       | 7 août 1921       | Paris            |
| 59 s 1  | Colette Bonnans    | 15 septembre 1957 | Colombes         |
| 57 s 9  | Josette Baujard    | 27 juillet 1958   | Colombes         |
| 57 s 2  | Josette Baujard    | 24 juillet 1960   | Colombes         |
| 56 s 8  | Évelyne Lebret     | 25 août 1962      | Thonon-les-Bains |
| 56 s 6  | Évelyne Lebret     | 2 septembre 1962  | Flessingue       |
| 56 s 2  | Évelyne Lebret     | 12 septembre 1962 | Belgrade         |
| 56 s 0  | Maryvonne Dupureur | 27 juillet 1963   | Colombes         |
| 55 s 9  | Odette Dupire      | 22 septembre 1963 | Milan            |
| 54 s 9  | Évelyne Lebret     | 13 juin 1964      | Münster          |
| 54 s 8  | Évelyne Lebret     | 15 octobre 1964   | Tokyo            |
| 54 s 5  | Évelyne Lebret     | 16 octobre 1964   | Tokyo            |
| 54 s 0  | Monique Noirot     | 2 juillet 1966    | Paris            |
| 53 s 8  | Monique Noirot     | 24 juillet 1966   | Colombes         |
| 53 s 1  | Monique Noirot     | 15 octobre 1967   | Mexico           |
| 53 s 1  | Colette Besson     | 14 octobre 1968   | Mexico           |
| 52 s 0  | Colette Besson     | 16 octobre 1968   | Mexico           |
| 52 s 0  | Nicole Duclos      | 31 juillet 1969   | Stuttgart        |
| 51 s 72 | Nicole Duclos      | 18 septembre 1969 | Athènes          |
| 51 s 7  | Colette Besson     | 18 septembre 1969 | Athènes          |
| 51 s 7  | Nicole Duclos      | 18 septembre 1969 | Athènes          |
| 51 s 35 | Marie-José Pérec   | 14 août 1988      | Tours            |
| 51 s 05 | Marie-José Pérec   | 7 mai 1989        | Les Abymes       |
| 50 s 84 | Marie-José Pérec   | 29 août 1990      | Split            |
| 50 s 53 | Marie-José Pérec   | 1er juin 1991     | L'Alfàs del Pi   |
| 49 s 32 | Marie-José Pérec   | 29 juin 1991      | Francfort        |
| 49 s 13 | Marie-José Pérec   | 27 août 1991      | Tokyo            |
| 48 s 83 | Marie-José Pérec   | 5 août 1992       | Barcelone        |
| 48 s 25 | Marie-José Pérec   | 29 juillet 1996   | Atlanta          |

## Records de France en salle

### Hommes
| Temps   | Athlète           | Date            | Lieu     |
| ------- | ----------------- | --------------- | -------- |
| 47 s 08 | Francis Demarthon | 10 mars 1974    | Göteborg |
| 46 s 98 | Pascal Barré      | 10 février 1980 | Paris    |
| 46 s 96 | Olivier Gui       | 26 janvier 1986 | Liévin   |
| 46 s 69 | Olivier Noirot    | 18 février 1990 | Bordeaux |
| 46 s 41 | Stéphane Diagana  | 29 janvier 1992 | Gand     |
| 46 s 02 | Stéphane Diagana  | 22 février 1992 | Paris    |
| 45 s 85 | Leslie Djhone     | 28 février 2010 | Paris    |
| 45 s 54 | Leslie Djhone     | 5 mars 2011     | Paris    |

### Femmes
| Temps   | Athlète              | Date            | Lieu    |
| ------- | -------------------- | --------------- | ------- |
| 53 s 6  | Colette Besson       | 14 mars 1970    | Vienne  |
| 54 s 67 | Patricia Darbonville | 8 février 1976  | Orléans |
| 54 s 26 | Patricia Darbonville | 14 mars 1976    | Milan   |
| 53 s 28 | Véronique Grandrieux | 24 février 1979 | Vienne  |
| 53 s 17 | Fabienne Ficher      | 21 février 1988 | Liévin  |
| 52 s 85 | Marie-Louise Bévis   | 28 février 1993 | Liévin  |
| 52 s 24 | Viviane Dorsile      | 26 février 1994 | Paris   |
| 51 s 92 | Viviane Dorsile      | 13 mars 1994    | Paris   |
| 51 s 44 | Marie-José Pérec     | 18 février 1996 | Liévin  |

## Sources
- DocAthlé2003, Fédération française d'athlétisme, p.39 et 46
- Chronologies des records de France seniors plein air sur cdm.athle.com
- Chronologies des records de France seniors en salle sur cdm.athle.com